# Петаняк, Ивица
Ивица Петаняк (хорв. Ivica Petanjak, 29 августа 1963, с. Дренье, СФРЮ) — хорватский епископ, возглавляющий епархию Крка с 2015 года. Принадлежит к монашескому ордену францисканцев-капуцинов (O.F.MCap).

## Биография
Родился 29 августа 1963 года в селе Дренье, современная Осиецко-Бараньская жупания. После окончания средней школы в г. Осиек поступил в новициат капуцинов. После прохождения воинской службы принял временные обеты в 1984 году и начал изучать теологию на богословском факультете Загребского университета.

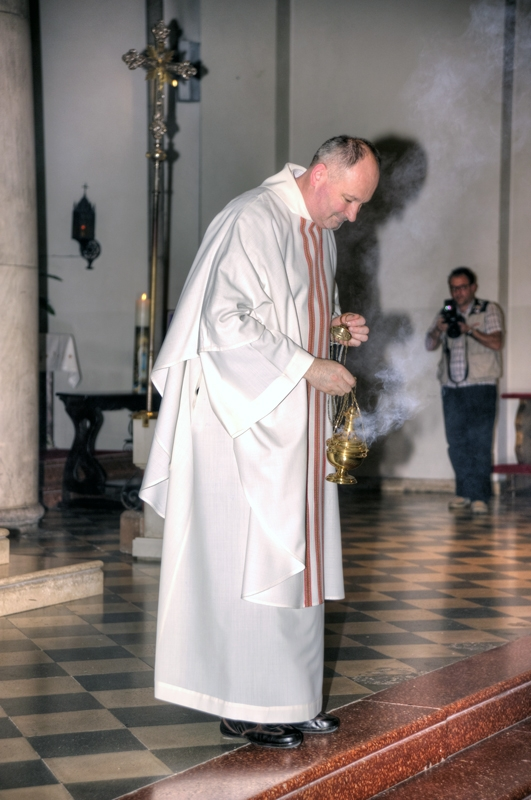
Ивица Петаняк служит в капуцинской церкви в Риеке

4 октября 1988 года принёс вечные обеты в ордене капуцинов. 24 июня 1990 года рукоположен в священники. После рукоположения служил в Вараждине и Сплите. В 1995—2002 годах обучался в Папском Григорианском университете в Риме, в 2002 году защитил докторскую диссертацию по истории Церкви.
С 2002 по 2005 преподавал богословие в Загребе, в 2005 году был избран на пост главы хорватской провинции ордена капуцинов.
24 января 2015 года назначен епископом Крка вместо епископа Вальтера Жупана, ушедшего в отставку. 22 марта 2015 года рукоположен в епископы, главным консекратором был кардинал Йосип Бозанич. В качестве епископского лозунга выбрал фразу «Prepusti Gospodinu putove svoje» («Предай Господу путь твой») (Пс. 36—5).